# NTTネクシア
株式会社NTTネクシア（エヌ・ティ・ティ・ネクシア、英語: NTT Nexia CORPORATION）は、コールセンター業務、人材派遣業務を中心としたNTTグループの企業。2016年10月1日、株式会社NTTソルコが子会社のNTT北海道テレマート株式会社を吸収合併し、2018年6月1日に現社名へ変更した。

## 概要
かつては116センターコールセンター業務を機軸としていたが、現在はグループ外企業含め、コールセンターのアウトソーシング業務を行っている。対象業種はIT業、金融業、製造業、出版・広告業、流通・サービス業と多岐にわたる。

### 主な業務
- インバウンド、アウトバウンド、コールセンターの構築、運営
- スポット的なコールセンターの運営
  - DMの作成、発送、アウトバウンド
- コミュニケーターの研修
- コミュニケーター等の人材の派遣
- コールセンターで得たログの解析、マーケティング

## 沿革
- 1986年 - 東京都千代田区神田神保町にNTTテレマーケティング株式会社設立。
- 1992年 - 人材派遣事業開始。NTTレガット、NTTタウンネットサービスの2社と合併。
- 1993年 - 本店を東京都千代田区神田東松下町に移転。
- 1997年 - 本店を東京都港区西新橋に移転。
- 1999年 - NTT東北テレマーケティング、NTTテレコール信州、NTT新潟コミュニケーション3社と合併。
- 2001年 - 株式会社NTTソルコに社名変更。
- 2007年 - The Contact Center World Awards 2007世界決勝大会ベストトレーナー部門で金賞を受賞。
- 2013年9月 - 本店を東京都港区虎ノ門に移転。
- 2016年10月 - 子会社のNTT北海道テレマート株式会社を吸収合併し、NTTソルコ&北海道テレマート株式会社に社名変更。本店を7月に開設した北海道札幌市中央区南22条西に移転[2]。
- 2018年6月 - NTTネクシアに社名変更。
- 2022年10月 - 本店を北海道札幌市中央区大通西のNTT東日本大通14丁目ビルに移転。

## 事業所
- 札幌本社（本店）：北海道札幌市中央区大通西14丁目7番地 NTT東日本大通14丁目ビル10階
- 東京本社：東京都港区虎ノ門3丁目8番21号 虎ノ門33森ビル9階

この他、大阪、長野、仙台、新潟などに事業所がある。